# Pedro Porro
Pedro Antonio Porro Sauceda, meglio noto come Pedro Porro (Don Benito, 13 settembre 1999), è un calciatore spagnolo, difensore o centrocampista del Tottenham e della nazionale spagnola.

## Caratteristiche tecniche
È un terzino destro, che può agire anche come centrocampista esterno, dotato di un'ottima velocità e buona tecnica individuale.

## Carriera
Cresciuto calcisticamente nel Gimnástico Don Benito, nel 2015 passa al Rayo Vallecano, con cui resta per due stagioni. Nell'estate 2017 si trasferisce al Girona, con cui il 28 novembre dello stesso anno, esordisce in prima squadra, nella partita di Coppa del Re pareggiata per 1-1 contro il Levante. Il 2 luglio 2018 rinnova con i catalani fino al giugno 2022; dopo aver esordito il 17 agosto, in Liga contro il Real Valladolid, il giorno successivo, prolunga di un altro anno il proprio contratto con la società catalana.
L'8 agosto 2019 viene acquistato dal Manchester City per 12 milioni di euro, con cui firma un contratto fino al giugno 2024; quattro giorni dopo passa in prestito al Real Valladolid.
Il 15 agosto 2020 viene ceduto nuovamente in prestito, questa volta allo Sporting Lisbona, che lo acquista definitivamente nella stagione successiva.
Il 31 gennaio 2023 viene acquistato dal Tottenham.

### Nazionale
Il 21 marzo 2019 ha fatto il suo esordio con la nazionale Under-21 spagnola giocando come titolare per tutti e 90 i minuti, nella partita amichevole vinta per 1-0 in casa dalle furie rosse contro la Romania.
Il 15 marzo 2021 riceve la sua prima convocazione in nazionale maggiore. Tredici giorni dopo fa il suo debutto in occasione del successo per 1-2 contro la Georgia.

## Statistiche

### Presenze e reti nei club
Statistiche aggiornate al 21 maggio 2025.
| Stagione                | Squadra                 | Campionato              | Campionato | Campionato | Coppe nazionali | Coppe nazionali | Coppe nazionali | Coppe continentali | Coppe continentali | Coppe continentali | Altre coppe | Altre coppe | Altre coppe | Totale | Totale |
| Stagione                | Squadra                 | Comp                    | Pres       | Reti       | Comp            | Pres            | Reti            | Comp               | Pres               | Reti               | Comp        | Pres        | Reti        | Pres   | Reti   |
| ----------------------- | ----------------------- | ----------------------- | ---------- | ---------- | --------------- | --------------- | --------------- | ------------------ | ------------------ | ------------------ | ----------- | ----------- | ----------- | ------ | ------ |
| dic.2017-2018           | CF Peralada-Girona B    | SDB                     | 5          | 3          |                 | -               | -               | -                  | -                  | -                  | -           | -           | -           | 5      | 3      |
| 2017-2018               | Girona                  | PD                      | 0          | 0          | CR              | 1               | 0               | -                  | -                  | -                  | -           | -           | -           | 1      | 0      |
| 2018-2019               | Girona                  | PD                      | 32         | 0          | CR              | 2               | 1               | -                  | -                  | -                  | -           | -           | -           | 34     | 1      |
| Totale Girona           | Totale Girona           | Totale Girona           | 32         | 0          |                 | 3               | 1               |                    | -                  | -                  |             | -           | -           | 35     | 1      |
| 2019-2020               | Real Valladolid         | PD                      | 13         | 0          | CR              | 2               | 0               | -                  | -                  | -                  | -           | -           | -           | 15     | 0      |
| 2020-2021               | Sporting Lisbona        | PL                      | 30         | 3          | CP+CdL          | 2+3             | 0+1             | UEL                | 2                  | 0                  | -           | -           | -           | 37     | 4      |
| 2021-2022               | Sporting Lisbona        | PL                      | 23         | 4          | CP+CdL          | 4+1             | 0               | UCL                | 7                  | 1                  | SP          | 0           | 0           | 35     | 5      |
| 2022-gen. 2023          | Sporting Lisbona        | PL                      | 14         | 2          | CP+CdL          | 1+0             | 0+0             | UCL                | 5                  | 0                  | -           | -           | -           | 20     | 2      |
| Totale Sporting Lisbona | Totale Sporting Lisbona | Totale Sporting Lisbona | 67         | 9          |                 | 11              | 1               |                    | 14                 | 1                  |             | 0           | 0           | 92     | 11     |
| gen. -giu. 2023         | Tottenham               | PL                      | 15         | 3          | FACup+CdL       | 1+0             | 0+0             | UCL                | 1                  | 0                  | -           | -           | -           | 17     | 3      |
| 2023-2024               | Tottenham               | PL                      | 35         | 3          | FACup+CdL       | 2+0             | 1+0             | -                  | -                  | -                  | -           | -           | -           | 37     | 4      |
| 2024-2025               | Tottenham               | PL                      | 32         | 2          | FACup+CdL       | 2+3             | 0+0             | UEL                | 13                 | 2                  | -           | -           | -           | 50     | 4      |
| Totale Tottenham        | Totale Tottenham        | Totale Tottenham        | 82         | 8          |                 | 8               | 1               |                    | 14                 | 2                  |             | -           | -           | 104    | 11     |
| Totale carriera         | Totale carriera         | Totale carriera         | 195        | 20         |                 | 24              | 3               |                    | 28                 | 3                  |             | 0           | 0           | 248    | 26     |

### Cronologia presenze e reti in nazionale
| Cronologia completa delle presenze e delle reti in nazionale ― Spagna | Cronologia completa delle presenze e delle reti in nazionale ― Spagna | Cronologia completa delle presenze e delle reti in nazionale ― Spagna | Cronologia completa delle presenze e delle reti in nazionale ― Spagna | Cronologia completa delle presenze e delle reti in nazionale ― Spagna | Cronologia completa delle presenze e delle reti in nazionale ― Spagna | Cronologia completa delle presenze e delle reti in nazionale ― Spagna | Cronologia completa delle presenze e delle reti in nazionale ― Spagna |
| Data                                                                  | Città                                                                 | In casa                                                               | Risultato                                                             | Ospiti                                                                | Competizione                                                          | Reti                                                                  | Note                                                                  |
| --------------------------------------------------------------------- | --------------------------------------------------------------------- | --------------------------------------------------------------------- | --------------------------------------------------------------------- | --------------------------------------------------------------------- | --------------------------------------------------------------------- | --------------------------------------------------------------------- | --------------------------------------------------------------------- |
| 28-3-2021                                                             | Tbilisi                                                               | Georgia                                                               | 1 – 2                                                                 | Spagna                                                                | Qual. Mondiali 2022                                                   | -                                                                     | 13’ 65’                                                               |
| 28-3-2023                                                             | Glasgow                                                               | Scozia                                                                | 2 – 0                                                                 | Spagna                                                                | Qual. Euro 2024                                                       | -                                                                     | 46’                                                                   |
| 22-3-2024                                                             | Londra                                                                | Spagna                                                                | 0 – 1                                                                 | Colombia                                                              | Amichevole                                                            | -                                                                     |                                                                       |
| 12-10-2024                                                            | Murcia                                                                | Spagna                                                                | 1 – 0                                                                 | Danimarca                                                             | UEFA Nations League 2024-2025 - 1º turno                              | -                                                                     |                                                                       |
| 15-10-2024                                                            | Cordova                                                               | Spagna                                                                | 3 – 0                                                                 | Serbia                                                                | UEFA Nations League 2024-2025 - 1º turno                              | -                                                                     |                                                                       |
| 15-11-2024                                                            | Copenaghen                                                            | Danimarca                                                             | 1 – 2                                                                 | Spagna                                                                | UEFA Nations League 2024-2025 - 1º turno                              | -                                                                     |                                                                       |
| 20-3-2025                                                             | Rotterdam                                                             | Paesi Bassi                                                           | 2 – 2                                                                 | Spagna                                                                | UEFA Nations League 2024-2025 - Quarti di finale                      | -                                                                     |                                                                       |
| 23-3-2025                                                             | Valencia                                                              | Spagna                                                                | 3 – 3 dts (5 – 4 dtr)                                                 | Paesi Bassi                                                           | UEFA Nations League 2024-2025 - Quarti di finale                      | -                                                                     | 94’                                                                   |
| 5-6-2025                                                              | Stoccarda                                                             | Spagna                                                                | 5 – 4                                                                 | Francia                                                               | UEFA Nations League 2024-2025 - Semifinale                            | -                                                                     |                                                                       |
| 8-6-2025                                                              | Monaco di Baviera                                                     | Portogallo                                                            | 2 – 2 dts (5 – 3 dtr)                                                 | Spagna                                                                | UEFA Nations League 2024-2025 - Finale                                | -                                                                     | 92’ 110’                                                              |
| Totale                                                                |                                                                       | Presenze                                                              | 10                                                                    |                                                                       | Reti                                                                  | 0                                                                     |                                                                       |

| Cronologia completa delle presenze e delle reti in nazionale ― Spagna under 21 | Cronologia completa delle presenze e delle reti in nazionale ― Spagna under 21 | Cronologia completa delle presenze e delle reti in nazionale ― Spagna under 21 | Cronologia completa delle presenze e delle reti in nazionale ― Spagna under 21 | Cronologia completa delle presenze e delle reti in nazionale ― Spagna under 21 | Cronologia completa delle presenze e delle reti in nazionale ― Spagna under 21 | Cronologia completa delle presenze e delle reti in nazionale ― Spagna under 21 | Cronologia completa delle presenze e delle reti in nazionale ― Spagna under 21 |
| Data                                                                           | Città                                                                          | In casa                                                                        | Risultato                                                                      | Ospiti                                                                         | Competizione                                                                   | Reti                                                                           | Note                                                                           |
| ------------------------------------------------------------------------------ | ------------------------------------------------------------------------------ | ------------------------------------------------------------------------------ | ------------------------------------------------------------------------------ | ------------------------------------------------------------------------------ | ------------------------------------------------------------------------------ | ------------------------------------------------------------------------------ | ------------------------------------------------------------------------------ |
| 21-3-2019                                                                      | Granada                                                                        | Spagna under 21                                                                | 1 – 0                                                                          | Romania under 21                                                               | Amichevole                                                                     | -                                                                              |                                                                                |
| 25-3-2019                                                                      | Algeciras                                                                      | Spagna under 21                                                                | 3 – 0                                                                          | Austria under 21                                                               | Amichevole                                                                     | -                                                                              |                                                                                |
| Totale                                                                         |                                                                                | Presenze                                                                       | 2                                                                              |                                                                                | Reti                                                                           | 0                                                                              |                                                                                |

## Palmarès

### Club

#### Competizioni nazionali
- Coppa di Lega portoghese: 2

Sporting CP: 2020-2021, 2021-2022
- Campionato portoghese: 1

Sporting CP: 2020-2021
- Supercoppa di Portogallo: 1

Sporting CP: 2021

#### Competizioni internazionali
- UEFA Europa League: 1

Tottenham: 2024-2025

### Individuale
- Squadra della stagione della UEFA Europa League: 1

2024-2025